# Direction de la sécurité de proximité de l'agglomération parisienne
La Direction de la sécurité de proximité de l'agglomération parisienne - DSPAP è stata istituita il 14 settembre 2009 (Decreto n° 2009-898 del 24/07/2009), data in cui è stata affidata al Prefetto di polizia di Parigi la sicurezza di Parigi e dei dipartimenti della periferia parigina: Hauts-de-Seine (92), Senna-Saint-Denis (93), Valle della Marna (94). Essa è il risultato dell'unione delle ex directions départementales de la sécurité publique nella periferia interna con l'ex direction de la police urbaine de proximité de Paris. La DSPAP è una direzione interdipartimentale guidata da un direttore dei servizi attivi e posta sotto l'autorità del Prefetto di polizia.
All'interno delle varie direzioni della prefettura di polizia di Parigi, la DSPAP è la più grande in termini di personale poiché è composta da 26.000 dipendenti pubblici.

## Organizzazione
Dal 6 maggio 2019, il direttore della DSPAP è Valérie Martineau che sostituisce Frédéric Dupuch.
La DSPAP ha una direction territoriale de sécurité de proximité - DTSP (Direzione territoriale della sicurezza di prossimità) per dipartimento:
- DTSP 75 a Parigi:
  - Direttore territoriale: Jean-Marc Novaro; Vicedirettore territoriale: Serge Quilichini.[2]
- DTSP 92 a Nanterre:
  - Direttore territoriale: Bernard Bobrowska; Vicedirettore territoriale: Eric Barre.[2].
- DTSP 93 a Bobigny:
  - Direttore territoriale: François Léger (da settembre 2015, in sostituzione del Sig. Serge Castello, in carica dal 27/05/2011);[3] Vicedirettore territoriale: Nicolas Duquesnel
- DTSP 94 a Créteil:
  - Direttore territoriale: Sébastien Durand; Vicedirettore territoriale: Daniel Padoin.[2]

La Direzione dispone anche di uno Stato Maggiore, guidato da Stéphane Wierzba e di servizi interfunzionali nei quattro dipartimenti, in particolare:
- la Sous-Direction Régionale de la Police des Transports (SDRPT), guidata da Christian Meyer, responsabile dell'intera rete metropolitana, RER e Transilien dell'Île-de-France;
- la Sous-Direction des Services Spécialisés (SDSS), guidata da Jean-Luc Mercier.[2]
- la Sous-Direction de la Gestion Opérationnelle, guidata da Pascal Le Borgne. Assicura in particolare la gestione del personale in relazione con l'ufficio risorse umane della Prefettura di polizia.
- la Sous-Direction de la Police d'Investigation Territoriale

## Funzioni e organizzazione
Operativa giorno e notte, la DSPAP combatte la delinquenza piccola e media e mantiene un collegamento diretto tra la popolazione e la Police nationale nella sua area di competenza. È anche responsabile della polizia locale nei quattro dipartimenti sotto la sua responsabilità e coordina in particolare l'azione di ciascuna delle venti stazioni di polizia di Parigi e di tutte quelle dei dipartimenti nelle periferie interne responsabili della sicurezza pubblica generale. Queste sono basate su unità generaliste trovate in ogni stazione di polizia o in altre unità più rare. Si notano principalmente:
- Le brigades de police-secours, a volte chiamate brigate de roulement, o anche Services de Sécurisation de Proximité (SSP) sono responsabili del pattugliamento in uniforme e dell'intervento in caso di chiamata alle 17 nella circoscrizione;
- Le brigades anti-criminalité, (BAC), sono incaricate, in abiti civili e con veicoli non contrassegnati di pattugliare e tentare di catturare i criminali in flagrante, di rafforzare le unità investigative per la ricerca di individui, veicoli o per la sorveglianza, e di intervenire come supporto del servizio di soccorso della polizia in caso di intervento difficile;
- Il (GAJ) Groupe d'appui judiciaire, chiamato nella Parigi intramurale, SAIP (Service d'Accueil et d'Investigation de Proximité), che non esiste in tutte le stazioni di polizia suburbane (nel qual caso il loro lavoro è fornito da personale del servizio di soccorso della polizia), si occupa dell'accoglienza del pubblico (denunce, libro giornale), del trattamento giudiziario delle persone arrestate dalle unità presenti sul campo (custodia di polizia, udienza, ecc.) e delle indagini giudiziarie minori (morte naturale, incendi involontari di piccola entità, incidenti solo materiali, ecc.);
- Le BST (Brigades spécialisées de terrain), talvolta chiamate GSQ (Groupe de Soutien de Quartier), sono incaricate di isolare le aree soggette a criminalità significativa;
- Le brigades rollers o ATV sono responsabili del pattugliamento utilizzando questi mezzi di trasporto alternativi;
- Le Missions de Prévention et de Communication (MPC), sono specializzate in compiti di prevenzione nei confronti di pubblico diverso (scuole, mostre, ecc.) e nella fornitura di consulenza sulla sicurezza ai vari attori di un territorio (aziende, ecc.);
- Unità investigative, il cui numero e livello di specializzazione varia a seconda della stazione di polizia, sono responsabili delle indagini di livello intermedio (ambito troppo ampio per essere gestito dal GAJ, ma troppo piccolo per essere trasmesso alla PJ). Alcune stazioni di polizia hanno una BSU (Brigade de Sûreté Urbaine), che è un'unità investigativa generale, mentre altre, più importanti, hanno, ad esempio, le BRAV (Brigades de Répression des Actes de Violence) per aggressioni, furti con violenza, o i Groupes de Voie Publique (GVP), responsabili di criminalità generale su strade pubbliche, in particolare borseggi, taccheggio o inganno, o incidenti stradali e le Brigades Accidents et Délits Routiers (BADR) (solo per le stazioni di polizia nella periferia parigina) o delle Brigades de Protection de la Famille, o della Brigade des mineurs, per crimini e reati contro i bambini.

Si segnala che le stazioni di polizia comprendenti zone particolarmente turistiche nelle loro circoscrizioni, il più delle volte nel periodo estivo, hanno istituito un Unité de Sécurisation Touristique, preposta alla lotta alla criminalità legata al turismo (borseggiatori, venditori ambulanti, truffe, ecc.)
La DSPAP ha anche unità che non dipendono dalle stazioni di polizia, tra cui:
- Le Brigades Équestres (da non confondere con il reggimento di cavalleria della Guardia repubblicana), dedite alle pattuglie a cavallo sulle strade pubbliche, soprattutto nelle zone di difficile accesso ai veicoli (boschi, parchi dipartimentali) ma anche nelle zone molto frequentate o altamente turistiche. Possono essere utilizzate anche in operazioni di contrasto (manifestazioni culturali o di protesta, anche disordini dove l'intervento sulle rivolte a cavallo è particolarmente efficace e dove i cavalli non sono sensibili ai gas lacrimogeni);
- I BAC 75, 92, 93, 94, sono competenti per tutti i rispettivi dipartimenti, i cui compiti sono generalmente simili a quelli delle stazioni di polizia, che rafforzano durante interventi pericolosi o su larga scala. A differenza dei BAC di commissariato, possono operare in uniforme in determinate occasioni.
- Le CSI 75, 92, 93 e 94, (Compagnies de Sécurisation et d'Intervention), rafforzano le unità investigative nelle operazioni di polizia e per quanto concerne gli arresti domiciliari e le perquisizioni, la ricerca di criminali, nonché il rafforzamento delle unità DOPC e CRS/EGM nelle operazioni di contrasto. Le CSI hanno ciascuna un GAO (Groupe d'appui opérationnel) distaccato per i compiti più importanti quando si verificano, come gli arresti domiciliari di delinquenti armati. Sono inoltre dotate di motociclisti responsabili della messa in sicurezza delle operazioni di polizia e del pattugliamento nella ricerca di criminali, in particolare controllando i veicoli sospetti. Dal novembre 2018 sono stati incorporati nelle BRAV-M anche durante le operazioni di polizia, dove l'uso di motociclette consente di adattarsi alle tecniche dei teppisti schierandosi in piccoli gruppi mobili e velocemente alla situazione;
- Lo STJA (Service de Treatment Judiciaire des Accidents), è incaricato, nella Parigi intramurale, di intervenire e indagare su incidenti stradali che provocano lesioni personali significative;
- Il Service de l'investigation transversale, è responsabile dei compiti delle unità investigative della stazione di polizia (vedi sopra), quando l'estensione geografica dei fatti relativi alle indagini supera la circoscrizione di una stazione di polizia. Il servizio è suddiviso in celle corrispondenti alle diverse tipologie di reato perseguite dall'unità;
- La BAPSA (Brigade d'assistance aux personnes sans abri);

Le Brigades cynophiles, sono utilizzate per rinforzare altre unità quando la ricerca di stupefacenti, denaro contraffatto, armi ed esplosivi richiede l'utilizzo di addestratori di cani. Queste brigate possono essere dispiegate anche durante interventi difficili, di fronte a persone grandi o pericolose, o durante operazioni di polizia, dove i cani presentano un aspetto dissuasivo.
- Lo STADE (Service transversal de l'agglomération des evénement), è responsabile dell'organizzazione e della gestione della sicurezza degli eventi che si svolgono allo Stade de France e al arc des Princes, nonché delle indagini sui reati commessi in occasione di questi eventi (hooliganismo, attacchi, ecc...). Questo servizio è chiamato anche a recarsi nei paesi dove si svolgono grandi eventi sportivi, al fine di rafforzare i servizi di polizia locale in quella zona. In particolare segue tutti gli spostamenti della squadra del Paris St-Germain, in Francia e all'estero, monitorando i tifosi, che lo STADE conosce meglio dei servizi locali, al fine di evitare un overflow, ma anche di identificare le persone con un divieto di accesso allo stadio.

La Sous-Direction Régionale de la Police des Transports si affida alla BRF (Brigade des réseaux ferrés), la quale è responsabile dei compiti di polizia nella rete di trasporto pubblico della regione di Parigi (metropolitana, RER, treni suburbani, tram). È composta dalle CSG (Compagnies de sécurisation générales), responsabili del pattugliamento e dell'intervento in divisa, oltre che da una BAC, e da unità investigative specializzate: brigade des atteintes aux biens et aux transporteurs, brigade des atteintes aux personnes..
La Sous-Direction de Lutte contre l'Immigration Irrégulière è responsabile della lotta all'immigrazione irregolare affidandosi a tre dipartimenti:
- Il DCO (Département de Lutte contre la Criminalité Organisée liée à l'Immigration irrégulière).
- Il DCFM (Département de Contrôle des Flux Migratoires).
- Il DCRA (Département des Centre de Rétention Administratifs).